# Mường Chà
Mường Chà là một huyện miền núi nằm ở trung tâm tỉnh Điện Biên, Việt Nam.

## Địa lý
Huyện Mường Chà nằm ở trung tâm tỉnh Điện Biên, cách trung tâm thành phố Điện Biên Phủ 54 km, có vị trí địa lý:
- Phía đông giáp huyện Tủa Chùa và huyện Tuần Giáo
- Phía tây giáp huyện Nậm Pồ và Lào
- Phía nam giáp thành phố Điện Biên Phủ và các huyện Điện Biên, Mường Ảng
- Phía bắc giáp thị xã Mường Lay và các huyện Nậm Nhùn, Sìn Hồ, tỉnh Lai Châu.

Huyện Mường Chà có đường biên giới giáp với huyện Mường Mày, tỉnh Phong Sa Ly, nước Cộng hòa dân chủ nhân dân Lào dài 24,4 km. Mường Chà nằm trên đường Quốc lộ 12, Quốc lộ 6 và tỉnh lộ 131. Huyện lỵ là thị trấn Mường Chà.

### Địa hình
Mường Chà chủ yếu là núi cao với độ dốc từ 160 – 450 m, độ cao trung bình so với mặt nước biển từ 350 đến 1.500 m, nghiêng dần theo hướng Tây Bắc – Đông Nam. Địa hình chia cắt phức tạp do có nhiều núi cao và khe sâu tạo thành. Mường Chà có nhiều lòng chảo, nhìn chung mức độ chênh lệch địa hình lớn.

### Khí hậu
Mường Chà có khí hậu nhiệt đới gió mùa: mùa đông lạnh, mưa ít; mùa hạ nóng và mưa nhiều. Nhiệt độ trung bình trong năm là từ 18 °C đến 25⁰C. Nhiệt độ cao nhất là 40 °C và nhiệt độ thấp nhất là 2 °C. Lượng mưa trung bình cả năm là từ 1.600 đến 2.400 mm. Lượng mưa tháng cao nhất là từ 400 đến 500 mm vào tháng 7 và l ượng mưa tháng thấp nhất là từ 50 đến 60 mm vào tháng 12. Mùa mưa bắt đầu từ tháng 4 và kết thúc vào tháng 9 với đặc trưng là nóng ẩm, mưa nhiều. Mùa khô bắt đầu từ tháng 10 đến tháng 4 năm sau, có khí hậu lạnh, mưa ít. Độ ẩm không khí trung bình từ 83 đến 85% nhưng vào các tháng 3, 4 và 5 thì thời tiết khô nóng do ít mưa và còn bị ảnh hưởng của gió lào nên độ ẩm không khí có thể xuống thấp mức từ 40 đến 50%.

### Thủy văn

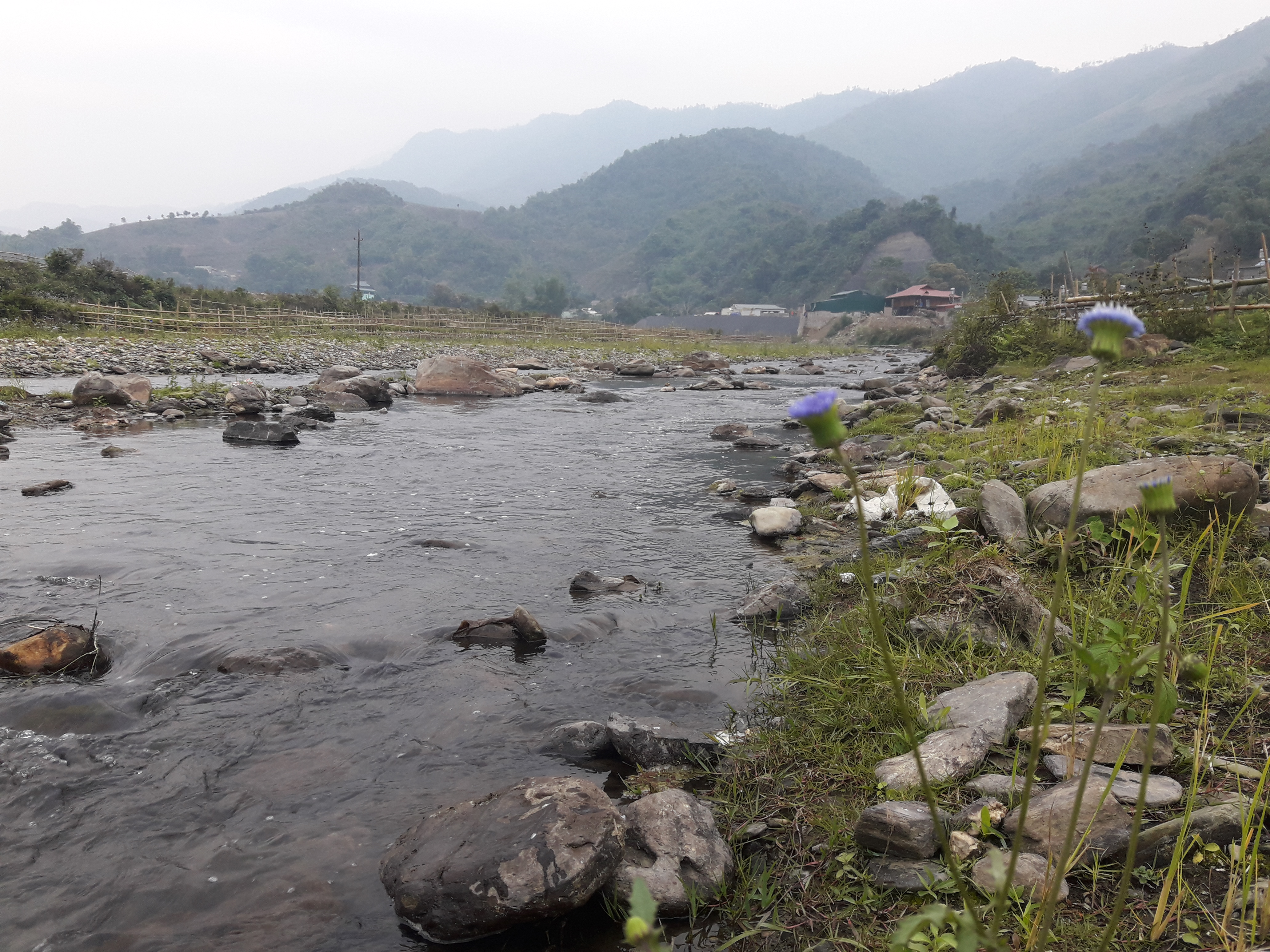
Một dòng suối ở Mường Chà

Mường Chà có hệ thống sông suối, khe, ao hồ phong phú và đa dạng. Lưu lượng của các con sông suối chính lớn, nguồn nước trong sạch không bị ô nhiễm và lượng nước ngầm cũng khá dồi dào là những đặc điểm nổi bật của đặc điểm thủy văn của khu vực.
Mường Chà có hai con sông nổi bật nhất là sông Đà và sông Nậm Mức. Những dòng suối chính gồm suối Nậm He (Mường Tùng), suối Nậm Lay và suối Nậm Mươn (Mường Tùng, Huổi Lèng, Sa Lông và thị trấn Mường Chà). Ngoài ra, còn những dòng suối nhỏ như là suối Nậm Piền, suối Huổi Chá, suối Ma Thì Hồ, suối Năm Khăn, suối Đề Cua Tử,...
Chế độ dòng chảy của suối trong năm phụ thuộc vào lượng mưa hàng năm, nên cũng được phân chia thành 2 mùa rõ rệt. Mùa mưa lũ lượng mưa chiếm từ 80 – 85% lượng mưa cả năm. Mùa khô chỉ chiếm 15 – 20% lượng mưa cả năm.

## Hành chính
Huyện Mường Chà có 12 đơn vị hành chính cấp xã trực thuộc, bao gồm thị trấn Mường Chà (huyện lỵ) và 11 xã: Huổi Lèng, Huổi Mí, Hừa Ngài, Ma Thì Hồ, Mường Mươn, Mường Tùng, Na Sang, Nậm Nèn, Pa Ham, Sa Lông, Sá Tổng.
| \| Thị trấn (1) \| \| \| \| \| Mường Chà \| 22,16 \| 4.451 \| 200 \| \| Xã (11) \| \| \| \| \| Huổi Lèng \| 108,10 \| 3.327 \| 30 \| \| Huổi Mí \| 139,28 \| 4.110 \| 29 \| \| Hừa Ngài \| 103,63 \| 4.198 \| 40 \| \| Ma Thì Hồ \| 135,31 \| 4.869 \| 35 \| \| Mường Mươn \| 129,92 \| 4.750 \| 36 \| \| Mường Tùng \| 170,84 \| 5.119 \| 29 \| \| Na Sang \| 117,92 \| 5.384 \| 45 \| \| Nậm Nèn \| 35,74 \| 3.112 \| 87 \| \| Pa Ham \| 32,21 \| 3.208 \| 99 \| \| Sa Lông \| 84,78 \| 3.765 \| 44 \| \| Sá Tổng \| 110 \| 5.799 \| 52 \| \| Toàn huyện \| 1.189,90 \| 52.092 \| 43 \| |                          |                         |                    |
| Nguồn: Niên giám tỉnh Điện Biên năm 2022 |                          |                         |                    |
| Tên | Diện tích năm 2022 (km²) | Dân số năm 2022 (người) | Mật độ (người/km²) |
| Thị trấn (1) |                          |                         |                    |
| Mường Chà | 22,16                    | 4.451                   | 200                |
| Xã (11) |                          |                         |                    |
| Huổi Lèng | 108,10                   | 3.327                   | 30                 |
| Huổi Mí | 139,28                   | 4.110                   | 29                 |
| Hừa Ngài | 103,63                   | 4.198                   | 40                 |
| Ma Thì Hồ | 135,31                   | 4.869                   | 35                 |
| Mường Mươn | 129,92                   | 4.750                   | 36                 |
| Mường Tùng | 170,84                   | 5.119                   | 29                 |
| Na Sang | 117,92                   | 5.384                   | 45                 |
| Nậm Nèn | 35,74                    | 3.112                   | 87                 |
| Pa Ham | 32,21                    | 3.208                   | 99                 |
| Sa Lông | 84,78                    | 3.765                   | 44                 |
| Sá Tổng | 110                      | 5.799                   | 52                 |
| Toàn huyện | 1.189,90                 | 52.092                  | 43                 |

## Lịch sử
Thời Hùng Vương, nước Văn Lang được chia làm 15 bộ thì Mường Chà thuộc bộ Tân Hưng; thời Lý thuộc châu Tây; thời Trần thuộc châu Ninh Viễn, lộ Đà Giang; thời Lê thuộc trấn Gia Hưng.
Năm 1463, trấn Hưng Hóa được thành lập gồm 3 phủ: Gia Hưng, Quy Hóa và An Tây. Phủ An Tây có 10 châu, Mường Chà lúc đó thuộc châu Lai của phủ An Tây.
Năm 1841, nhà Nguyễn lấy đất các châu Ninh Biên, Tuần Giáo và châu Lai để thành lập phủ Điện Biên. châu Lai (bao gồm Mường Chà) thuộc phủ Điện Biên.
Năm 1890, Châu Lai bị Pháp chiếm đóng.
Năm 1909, Toàn quyền Đông Dương là Antony Klobukowski ban hành Nghị định tách các châu Quỳnh Nhai, Điện Biên, Tuần Giáo, châu Lai và Luân Châu để thành lập tỉnh Lai Châu (cũ).
Ngày 25 tháng 1 năm 1954, Ban cán sự Đảng tỉnh Lai Châu (cũ) quyết định tách Ban cán sự Đảng liên huyện Tuần – Lai thành Ban cán sự Đảng huyện Tuần Giáo và Ban chi ủy huyện Mường Lay. Từ đây huyện châu Lai được đổi tên là huyện Mường Lay.
Sau năm 1954, huyện Mường Lay bao gồm thị trấn Lai Châu và 14 xã: Chà Cang, Chà Nưa, Chà Tở, Chăn Nưa, Huổi Lèng, Hừa Ngài, Lay Cang, Lay Nưa, Lay Tở, Mường Tùng, Nậm Hàng, Pa Ham, Pú Đao, Xá Tổng.
Ngày 8 tháng 10 năm 1971, tách thị trấn Lai Châu và 2 xã Lay Cang, Lay Tở để thành lập thị xã Lai Châu (cũ).
Ngày 23 tháng 2 năm 1977, thành lập thị trấn Mường Lay (cũ).
Ngày 28 tháng 4 năm 1997, Chính phủ ban hành Nghị định số 40-CP. Theo đó:
- Giải thể thị trấn Mường Lay, sáp nhập 879 người và toàn bộ 827,5 ha diện tích tự nhiên của thị trấn Mường Lay vào xã Lay Nưa
- Chuyển xã Mường Mươn thuộc huyện Điện Biên về huyện Mường Lay quản lý
- Thành lập thị trấn Mường Lay (thị trấn huyện lỵ mới của huyện Mường Lay) trên cơ sở toàn bộ 1.026 ha diện tích tự nhiên và 584 người của bản Na Pheo, xã Mường Mươn và 1.433 người còn lại của thị trấn Mường Lay cũ.

Ngày 26 tháng 5 năm 1997, thành lập xã Si Pa Phìn trên cơ sở 27.098 ha diện tích tự nhiên và 4.789 người của xã Chà Nưa.
Ngày 18 tháng 8 năm 2000, thành lập xã Nà Hỳ trên cơ sở 4.428,4 ha diện tích tự nhiên và 10.441 nhân khẩu của xã Chà Cang.
Ngày 14 tháng 1 năm 2002, điều chỉnh 80.504 ha diện tích tự nhiên và 13.364 nhân khẩu của 2 xã: Chà Cang và Nà Hỳ sang huyện Mường Nhé.
Từ đó đến cuối năm 2002, huyện Mường Lay còn lại 14 đơn vị hành chính, bao gồm thị trấn Mường Lay và 13 xã: Chà Nưa, Chà Tở, Chăn Nưa, Huổi Lèng, Hừa Ngài, Lay Nưa, Mường Mươn, Mường Tùng, Nậm Hàng, Pa Ham, Pú Đao, Xá Tổng, Si Pa Phìn với 333.995 ha diện tích tự nhiên và 31.473 nhân khẩu.

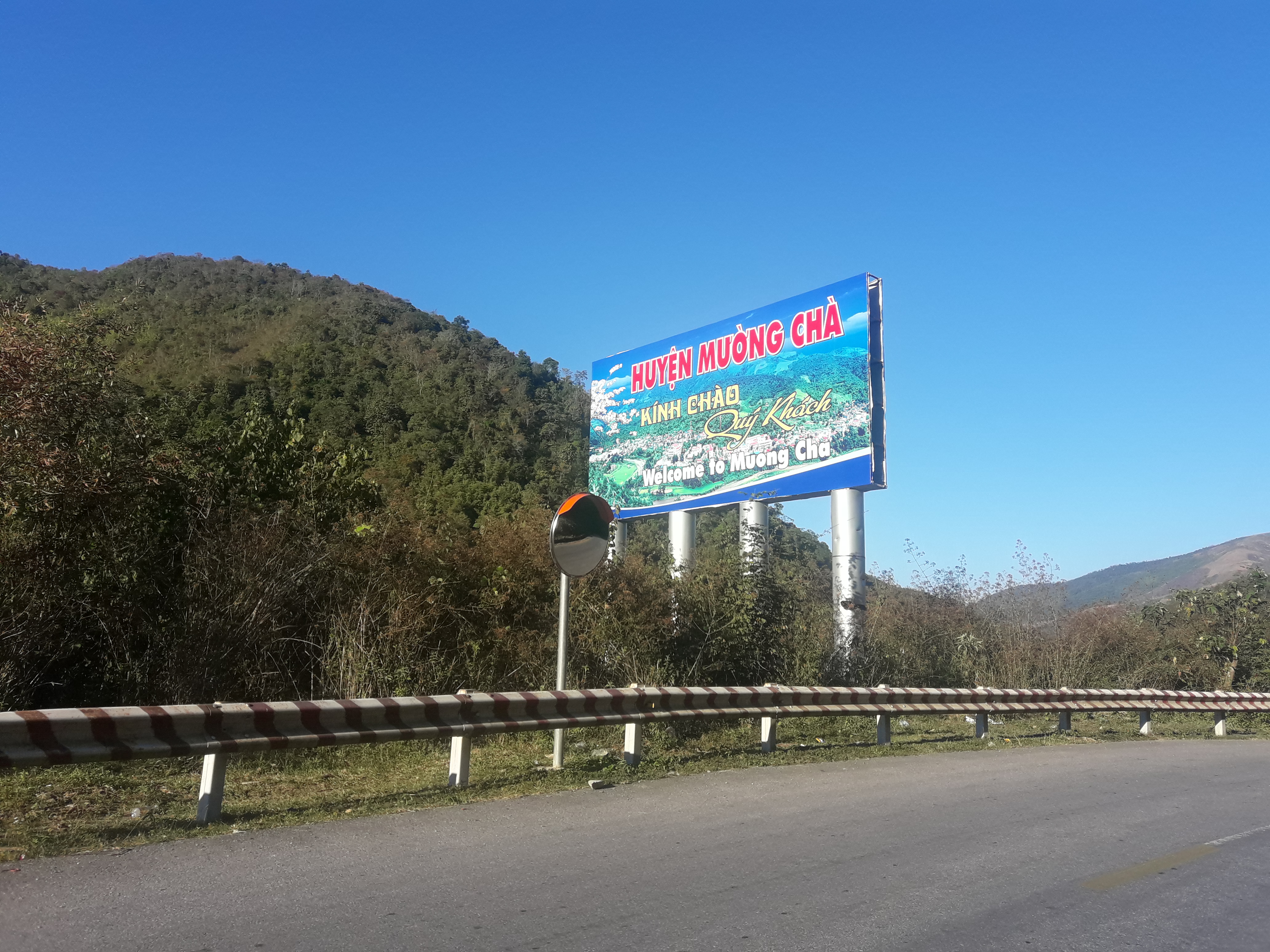
Biểu ngữ chào mừng đến với Mường Chà

Ngày 26 tháng 11 năm 2003, Quốc hội ban hành Nghị quyết số 22/2003/QH11 về việc chia tỉnh Lai Châu thành tỉnh Lai Châu mới và tỉnh Điện Biên, phần lớn huyện Mường Lay thuộc tỉnh Điện Biên. Riêng các xã Pú Đao, Chăn Nưa, Nậm Hàng và bản Thành Chử của xã Xá Tổng thuộc tỉnh Lai Châu mới.
Ngày 2 tháng 1 năm 2004, Chính phủ ban hành Nghị định số 01/2004/NĐ-CP. Theo đó:
- Sáp nhập 2 xã: Pú Đao và Chăn Nưa vào huyện Sìn Hồ.
- Sáp nhập bản Thành Chử của xã Xá Tổng với 813 ha diện tích tự nhiên và 328 nhân khẩu vào xã Tủa Sín Chải thuộc huyện Sìn Hồ.
- Chuyển xã Nậm Hàng về huyện Mường Tè.

Ngày 2 tháng 3 năm 2005, Chính phủ ban hành Nghị định số 25/2005/NĐ-CP. Theo đó:
- Chuyển toàn bộ 6.167,50 ha diện tích tự nhiên và 4.428 nhân khẩu của xã Lay Nưa về thị xã Lai Châu quản lý.
- Đổi tên thị xã Lai Châu thành thị xã Mường Lay.
- Đổi tên huyện Mường Lay thành huyện Mường Chà.
- Đổi tên thị trấn Mường Lay thành thị trấn Mường Chà.

Huyện Mường Chà có 176.385 ha diện tích tự nhiên và 43.664 nhân khẩu với 10 đơn vị hành chính trực thuộc, bao gồm thị trấn Mường Chà và 9 xã: Mường Tùng, Sá Tổng, Pa Ham, Hừa Ngài, Huổi Lèng, Chà Nưa, Chà Tở, Si Pa Phìn, Mường Mươn.
Ngày 14 tháng 11 năm 2006, Chính phủ ban hành Nghị định số 135/2006/NĐ-CP. Theo đó:
- Thành lập xã Na Sang trên cơ sở điều chỉnh 10.630 ha diện tích tự nhiên và 3.190 nhân khẩu của xã Mường Mươn; 726 ha diện tích tự nhiên và 411 nhân khẩu của xã Si Pa Phìn.
- Thành lập xã Sa Lông trên cơ sở điều chỉnh 8.500 ha diện tích tự nhiên và 2.374 nhân khẩu của xã Huổi Lèng.
- Thành lập xã Ma Thì Hồ trên cơ sở điều chỉnh 725,10 ha diện tích tự nhiên và 349 nhân khẩu của xã Mường Mươn; 9.038 ha diện tích tự nhiên và 2.082 nhân khẩu của xã Si Pa Phìn; 4.227 ha diện tích tự nhiên và 656 nhân khẩu của xã Huổi Lèng.
- Thành lập xã Phìn Hồ trên cơ sở điều chỉnh 6.428 ha diện tích tự nhiên và 1.487 nhân khẩu của xã Si Pa Phìn; 5.002 ha diện tích tự nhiên và 1.057 nhân khẩu của xã Chà Nưa.
- Thành lập xã Nậm Khăn trên cơ sở điều chỉnh 10.480 ha diện tích tự nhiên và 1.978 nhân khẩu của xã Chà Tở.

Từ đó đến cuối năm 2011, huyện Mường Chà có 15 đơn vị hành chính cấp xã trực thuộc, bao gồm thị trấn Mường Chà và 14 xã: Mường Tùng, Pa Ham, Chà Nưa, Si Pa Phìn, Chà Tở, Hừa Ngài, Huổi Lèng, Sá Tổng, Mường Mươn, Na Sang, Sa Lông, Ma Thì Hồ, Phìn Hồ, Nậm Khăn với 176.385,01 ha diện tích tự nhiên và 46.322 nhân khẩu.
Ngày 25 tháng 8 năm 2012, Chính phủ ban hành Nghị quyết số 45/NQ-CP. Theo đó:
- Thành lập xã Huổi Mí trên cơ sở điều chỉnh 13.937 ha diện tích tự nhiên, 2.527 nhân khẩu của xã Hừa Ngài và 625 nhân khẩu của xã Pa Ham xâm canh, xâm cư trên địa bàn xã Hừa Ngài.
- Thành lập xã Nậm Nèn trên cơ sở điều chỉnh 3.619,82 ha diện tích tự nhiên và 2.539 nhân khẩu của xã Pa Ham.
- Điều chỉnh toàn bộ 57.235,47 ha diện tích tự nhiên và 14.709 nhân khẩu của 05 xã: Chà Tở, Nậm Khăn, Chà Nưa, Si Pa Phìn và Phìn Hồ để thành lập huyện Nậm Pồ.

Huyện Mường Chà còn lại 119.942,09 ha diện tích tự nhiên và 39.456 nhân khẩu với 12 đơn vị hành chính cấp xã trực thuộc, bao gồm 1 thị trấn và 11 xã như hiện nay.

## Xã hội

### Dân cư
Huyện Mường Chà có diện tích 1.189,90 km² (118.989,50 ha), dân số năm 2022 là 52.092 người. Trong đó, dân số thành thị là 4.451 người và dân số nông thôn là 47.641 người. Mật độ dân số đạt 43 người/km².
Huyện Mường Chà có diện tích 1.199,42 km², dân số năm 2019 là 48.005 người, mật độ dân số đạt 47 người/km². Gồm có 24.424 nam và 23.581 nữ.
Tính đến năm 2010, Mường Chà có 18 dân tộc gồm H'Mông, Thái, Kinh, Khơ Mú, Kháng,... Trong đó, dân tộc H'Mông chiếm đa số với 32.301 người, sau đó là dân tộc Thái với 11.540 người. Do đặc điểm đặc trưng của huyện miền núi nên mật độ dân cư của huyện bố trí không đồng đều. Ở vùng cao, dân tộc H'Mông sinh sống do đặc trưng canh tác nên dân cư sống không tập trung. Ở vùng thấp, quần thể dân cư của dân tộc Thái tập trung và đông đúc hơn, do tập quán canh tác nên dân cư sống chủ yếu ở ven sông suối và những bãi đất bằng phẳng.

### Y tế
Công tác chăm sóc sức khỏe, chất lượng khám chữa bệnh ngày một được nâng lên rõ rệt. Toàn huyện Mường Chà có một Trung tâm Y tế (Bệnh viện huyện Mường Chà), mỗi xã đều có một trạm y tế, có 100 trên tổng số 122 bản có cán bộ y tế. Mường Chà có 7 xã, thị trấn đạt chuẩn quốc gia về y tế. Đội ngũ y bác sĩ thường xuyên được đào tạo nâng cao trình độ chuyên môn, hiện nay trung tâm có 8 bác sĩ trình độ đại học, 94 y sĩ và 31 y tá.

### Giáo dục
Mường Chà hiện có 45 trường, có 7 trường đạt chuẩn quốc gia. Tỷ lệ huy động trẻ ra lớp bình quân hàng năm đạt trên 95%. Năm 2000, Mường Chà hoàn thành phổ cập tiểu học và xóa mù chữ. Năm 2008, Mường Chà hoàn thành phổ cập trung học cơ sở, tiếp tục duy trì phổ cập tiểu học đúng độ tuổi; thực hiện đúng, đủ chính sách đối với học sinh con em người dân tộc.